# 피터 툰

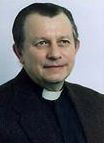
피터 툰 (Peter Toon)

피터 툰(Peter Too, 1939년 - 2009년 4월 25일)은 영국 성공회의 신부이며 신학자이다.
영국 요크셔에서 태어나서 옥스퍼드 크라이스 쳐치에서 박사학위를 받았다.

## 저서
- 카톨릭,개신교무엇이다른가 ( 솔로몬, 1995 )
- 「하나님의 소지주: 존 오웬의 생애와 작품」
- 「천국과 지옥: 성경적, 신학적 개요」
- 「거듭남: 중생의 성경적, 신학적 연구」
- 「크리스천으로서의 묵상: 하나님 기다리기」
- 「삼위일체 하나님: 삼위일체의 성경적 묘사」
- 「진정한 신앙심과 참된 경건: 믿음, 소망, 그리고 사랑 안에서 하나님을 섬기기」
- 「자유주의 신학의 종말: 복음주의 정교회에 대한 현대 도전」
- 「청교도, 새천년, 그리고 이스라엘의 미래: 1600년부터 1660년까지의 청교도 종말론」
- 「제7차 세계 공의회에 대한 예수 그리스도와 성령님의 인도하심」